# Miroir d'eau (Nantes)
Pour les articles homonymes, voir miroir d'eau.
Le miroir d'eau de Nantes est une pièce d'eau peu profonde située dans le centre-ville, sur une esplanade aménagée face au château des ducs de Bretagne, au sein du square Élisa-Mercœur. 
Conçu par l'architecte Bruno Fortier avec le bureau d'étude Artilia et le fontainier JML (Jean Max et Stéphane Llorca) et Diluvial, le système permet de faire apparaître un effet de miroir avec 2 cm d'eau sur une dalle en granit, ainsi que des jeux de fontaines, de brouillard et de lumière. 
En fonctionnement depuis septembre 2015,  il présente une surface de 1 300 m2 dans laquelle se reflète le château des ducs et les passages du tramway de Nantes.

## Description

### Origine de l'idée et implantation

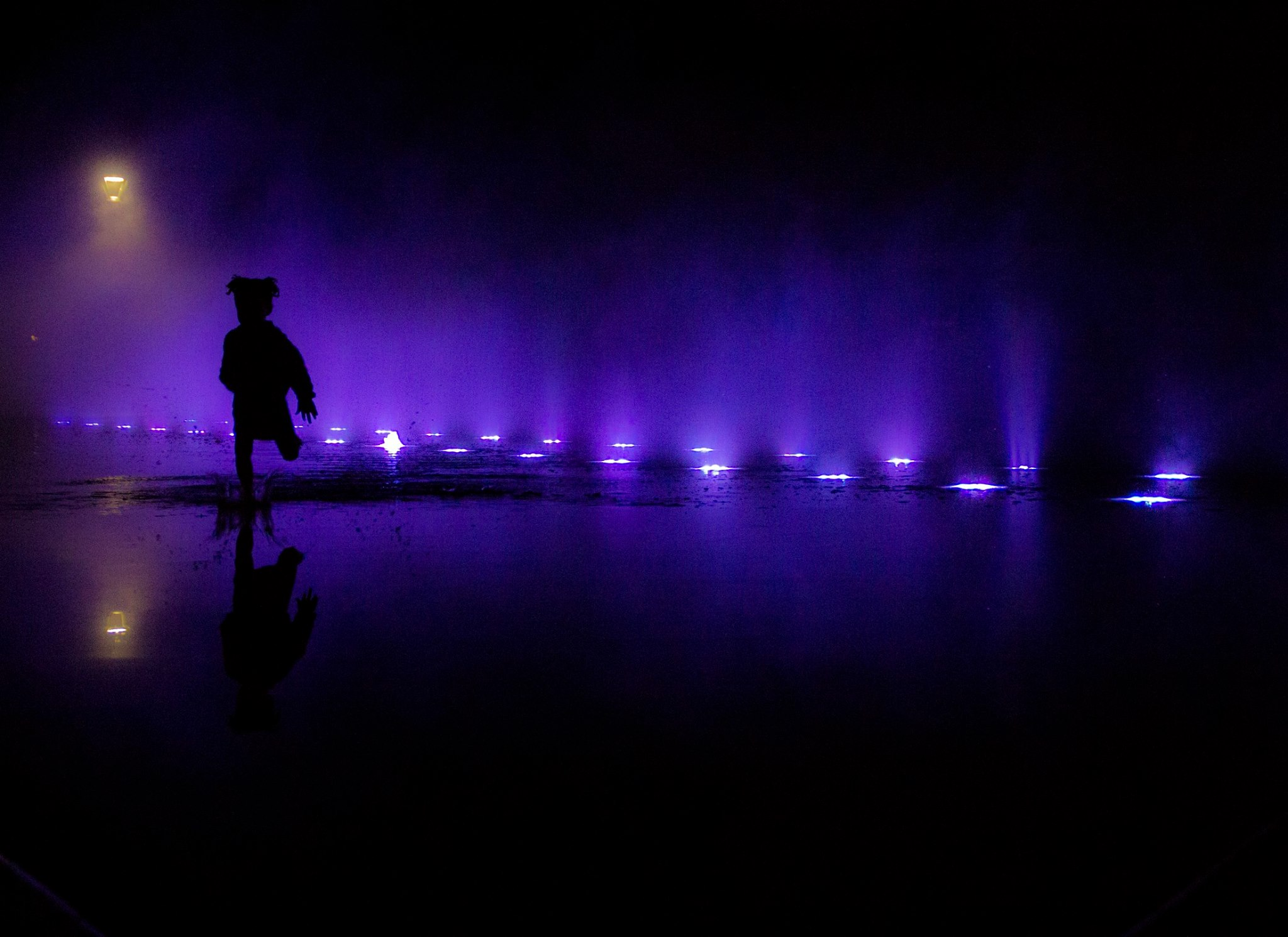
Le miroir d'eau à la nuit.

Dès 1938, tandis que se terminent les travaux de comblement des bras de Loire qui traversent la ville, Étienne Coutan, architecte de la ville de Nantes évoque le principe d'un miroir d'eau dans son « plan directeur de l'aménagement des espaces centraux ». Le projet est cependant abandonné à l'époque.
L'idée réapparaît en 2011 dans le cadre du projet d'aménagement du secteur Mercoeur-Feydeau. Celui-ci est alors peu accessible entre la voie ferrée de la ligne de Tours à Saint-Nazaire et les quatre voies de dessertes du cours John-Kennedy. Cet aménagement s'inscrit dans le projet plus large du parcours piétonnier baptisé « La promenade de Nantes » allant de la gare à la Loire (du côté de l'esplanade dite « de l'île Gloriette »).
Situé le long du cours John Kennedy, le miroir d'eau est placé au cœur d'un espace piétonnier de 4 hectares comprenant aussi un jardin et une aire de jeux : le dragon de Kinya Maruyama.

### Conception et réalisation
L'équipement a été imaginé par l'architecte Bruno Fortier, déjà intervenu sur d'autres projets de transformation en espaces piétonniers du centre-ville de Nantes. Il est conçu par une équipe de maîtrise d’œuvre composée du bureau d'étude JML Consultants Water Feature Design (Jean Max et Stéphane Llorca) basé à Barcelone, Artilia et le fontainier Diluvial.
Le bassin a une surface de 1 300 m2. Il s'étend sur 65 mètres de long et 28 mètres de large. Il est recouvert par un motif alterné de dalles triangulaires de granit grises et noires et d'une fine pellicule de 2 cm d'eau. Il repose sur une structure composée de couches successives (mortier, étanchéité, gros béton) recouvrant le réservoir. Celui-ci est placé sur une dalle de béton armé, elle-même ancrée dans le sol par des micro-pieux qui s'enfoncent jusqu'à 20 m de profondeur pour garantir un vide sanitaire de 1,5 m sur les 2/3 de l’emprise du miroir.
Le miroir d'eau est alimenté en circuit fermé par une réserve d'eau de 183 m3 située en sous-sol. À chaque passage, l'eau est purgée des déchets, filtrée et désinfectée. Un local technique de 3,40 m est également enterré sous le miroir pour accueillir les filtres, les pompes, les armoires électriques et le système d'arrosage automatique du parc.  Un détecteur de pluie permet d'ajuster les apports en eau. L'eau des brumisateurs provient, pour sa part, directement du réseau d'eau potable de la ville.
Le miroir d'eau est animé par un ensemble de fontaines, de nappes de brouillard et de jeux de lumières gérés à distance, de manière informatisée : 32 jets verticaux allant jusqu’à 1,50 mètre de haut, illuminés à leur pied par des projecteurs LED colorés et 208 brumisateurs.
Les travaux ont duré un an. Ils ont été réalisés par DLE Ouest pour la partie génie civil et le groupement EMTE/MGL pour la partie fontainerie. Le projet a coûté 3,2 millions d'euros.
Le grand Prix Paysage et Aménagements urbains Argent du concours du Geste d'Or 2015 a été attribué au groupement Fortier / Diluvial / JML consultant / Artelia pour le miroir d'eau de Nantes. Le concours du Geste d’Or est annuel et vise à récompenser les équipes Maîtres d’ouvrage, Maîtres d’œuvre et Entreprises. Il a pour objectif de faire connaitre des chantiers exemplaires.

## Espace de détente et lieu symbolique

### Espace de détente
Le lieu est présenté et vécu comme un endroit pour tous, simple, gratuit et à partager. Il attire familles, citadins et touristes. Le reflet des arbres et du ciel dans le miroir, l'animation des fontaines en font un lieu de loisir destiné à la promenade et aux jeux d'enfants. L'accès libre à l'eau, la possibilité d’interagir avec les équipements permet aussi une utilisation créative et ludique de l'aménagement : flashmobs, édition 2016 du festival SPOT des jeunes talents (danse et musique) ou ballons bouées du festival « Le voyage à Nantes » par exemple.
Le miroir reste en eau en permanence. Les jets fonctionnent d'avril à octobre.

### La dimension symbolique
Alain Robert, vice-président de Nantes Métropole, responsable des grands projets urbains et des grands équipements, confiait lors d'une interview : « (...) Ici, (au Miroir d'eau) on est dans un ancien bras de Loire, c'est le fleuve métaphorique, peut-on dire, les Nantais doivent retrouver le rapport à l'eau, le rapport à la Loire ».
Le miroir d'eau de Nantes est, en tous cas, devenu rapidement un lieu de rassemblement pour témoigner de manière collective. Ainsi de l'hommage aux victimes des attentats de Paris du 13 novembre 2015 où les Nantais sont venus déposer des bougies sur le miroir d'eau en signe de recueillement.